# جشمة ها (مهر أباد)
جشمة ها (بالفارسية: چشمه ها) هي قرية تقع في إيران في قسم مهر أباد الريفي. يقدر عدد سكانها بـ 106 نسمة .